# Torino Football Club
El Torino Football Club es un club de fútbol italiano, de la ciudad de Turín en la región de Piamonte. El equipo juega en la Serie A, la máxima categoría del fútbol profesional en Italia. Los colores tradicionales del club son el granate y el blanco.
Fundado como Foot-Ball Club Torino en 1906, está entre los clubes más exitosos de Italia con siete títulos de liga, incluyendo cinco títulos consecutivos de liga (un récord que también posee la Juventus e Internazionale) en la época del Grande Torino, ampliamente reconocido como uno de los equipos más fuertes de los años 1940. Ese equipo completo murió en la Tragedia de Superga en 1949. También ha ganado la Copa Italia cinco veces, la última de las cuales fue en la temporada 1992-93. A nivel internacional, el Torino ganó la Copa Mitropa en 1991 y fue finalista en la Copa de la UEFA 1991-92.
El Torino juega todos sus partidos como local en el Estadio Olímpico de Turín, más conocido popularmente como Stadio Comunale. El símbolo y escudo del club es un toro desenfrenado, el símbolo tradicional de la ciudad de Turín, de la que deriva su apodo, Il Toro. El club mantiene una histórica rivalidad con la Juventus, el equipo más laureado del fútbol italiano, con quien disputa el derbi de Turín.

## Historia
La sociedad original era el Foot-ball Club Torino, fundado el 3 de diciembre de 1906, pero debido a problemas económicos y burocráticos, el 9 de agosto de 2005 fue refundado y reinscrito en la federación italiana como Torino Football Club.
En 1890 nació el Internazionale Torino y en 1894 el equipo F.C. Torinese, sus padres. En los años 30, por orden del gobierno fascista, el equipo se llama Torino Calcio.
En la temporada 1927-1928 gana su primer scudetto.

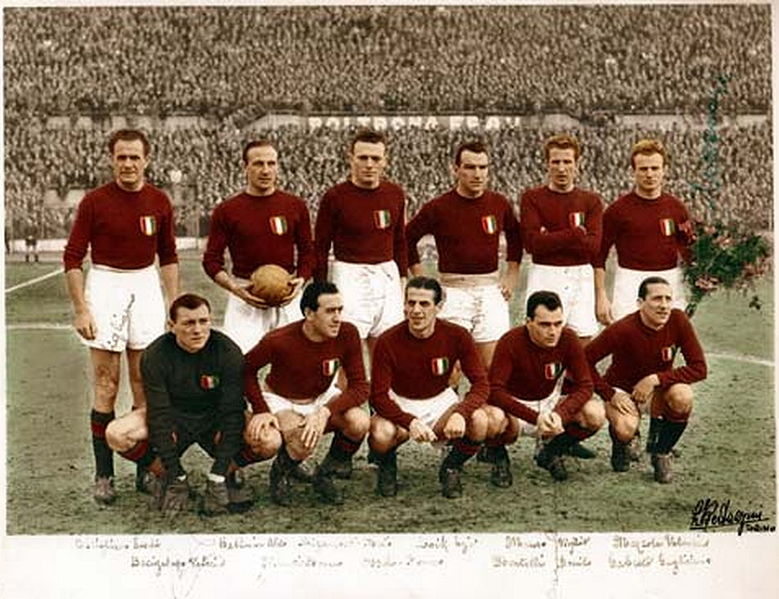
El histórico Grande Torino en la temporada 1948-49, que desapareció trágicamente con el accidente aéreo de Superga.

Para los años 1940, el presidente de la institución Ferruccio Novo, decide que era hora de armar un equipo con aspiraciones, y con la llegada de Ezio Loik y Valentino Mazzola (provenientes ambos del Venezia), termina de "germinar" lo que quedaría inmortalizado como Il Grande Torino. Cinco títulos consecutivos llevarían al Torino a lo más alto y lo harían el equipo más popular de Turín.

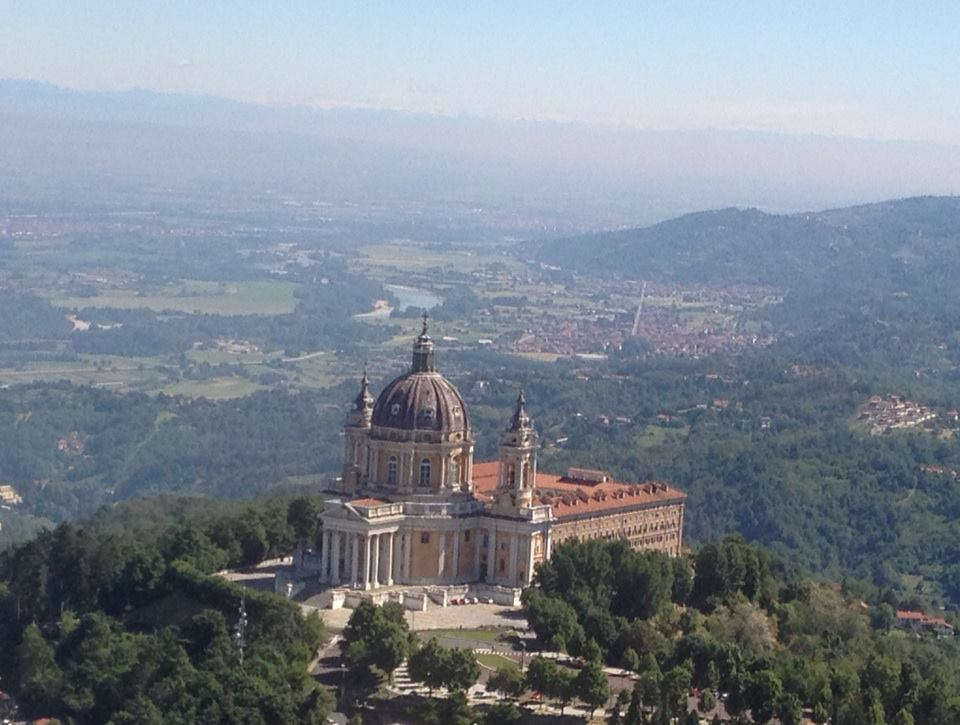
Vista aérea de la Basílica di Superga en la colina de Turín, donde tuvo lugar la tragedia del equipo de Turín el 4 de mayo de 1949.

Cuando el equipo volvía de jugar un amistoso con Benfica en Lisboa el 4 de mayo de 1949, en el tramo final del vuelo del avión Fiat G.212 de Italian Airlines se produce el episodio conocido como la Tragedia de Superga en el que fallecen 18 jugadores del equipo, junto con dirigentes, entrenadores y periodistas sin ningún sobreviviente. Esta tragedia aérea no solo impactó a Italia sino a toda Europa y el caso aislado de Argentina (con el club River Plate al solidarizarse rápidamente con un amistoso con un combinado de la Serie A). La Selección de Italia perdía a la gran mayoría de sus jugadores titulares que en el año 1950, competiría en el Mundial de Fútbol a celebrarse en Brasil.
Para los años 1960, la llegada del industrial Orfeo Pianelli como presidente de la institución, vuelve a depositar al Toro en la lucha por posiciones más ambiciosas. Juegan en el equipo figuras como Giorgio Ferrini y Gigi Meroni, jugador estrella del fútbol italiano por aquellos tiempos. Pero la tragedia siempre está ligada a la sufrida formación Torinesa y el 15 de octubre de 1967, en un accidente automovilístico, muere Meroni, casualmente embestido por un fanático suyo, que 35 años después sería presidente de la institución: Attilio Romero.
En los años 1970, el equipo de la mano de la dupla goleadora "Pulici - Graziani" llega otra vez a lo más alto, para la temporada 1975/1976. El Toro de Radice, cultor del "tremendismo granata" como se conoció al estilo de juego de aquel equipo, vuelve a ser campeón, 27 años después de la tragedia de Superga. Miles de hinchas concurren a festejar al altar que se encuentra junto a la Basílica de Superga, con antorchas, en una verdadera fiesta del pueblo Granate y de la ciudad de Turín.
En los años 1980, Pianelli deja la conducción del Club y se fueron desmantelando los equipos que llevaron al Torino otra vez al protagonismo. En la temporada 1984/85, el equipo sale subcampeón (el ganador del scudetto fue el Hellas Verona) y de a poco, el club fue entrando en un ostracismo que lo llevó al descenso en 1989.
En los inicios de los años 1990, otra vez en Serie A y esta vez, jugando en el nuevo Stadio delle Alpi, el Toro recobra parte del protagonismo con buenas campañas que lo llevan entre otras cosas, a jugar la final de la Copa de la UEFA de la temporada 1991/1992 y a ganar la Copa Italia de la 1992/1993. Ese será el último título importante del equipo de Turín.
Las malas administraciones llevaron al club al descenso y a una inestabilidad nunca vivida por el equipo. Para 1997, con la intención de reconstruirlo, es demolido el viejo Stadio Filadelfia y solo por la intervención del Colegio de Arte de Turín, se mantuvo en pie parte de la estructura del viejo estadio que albergó la mística del equipo Granate.
En 2000 Francesco Cimminelli, propietario del Grupo Ergom, adquiere el club. Debido a la crisis de 2005, a pesar de haber obtenido el ascenso en la temporada 2004/2005, debido a su grave estado económico se vio obligado a disputar la Serie B nuevamente, logrando finalmente el ascenso.
El 31 de mayo de 2009, después de 3 años en la máxima competición y tras perder por 2-3 ante la Roma, el Torino regresó a la serie B de la liga italiana. En la temporada 2009-10 no logra regresar a la máxima categoría al lograr la 5.ª ubicación y perder en los playoff ante el Brescia. En la 2011-12 consigue el ansiado ascenso a la Serie A de forma directa.
El 22 de septiembre de 2024, tras la victoria ante el Hellas Verona por 2-3, consigue situarse líder en solitario de la Serie A por primera vez en 47 años.

## Uniforme
- Uniforme titular: Camiseta granate, pantalón blanco, medias bordó.
- Uniforme alternativo: Camiseta blanca, pantalón granate, medias blancas.
- Tercer uniforme: Camiseta azul celeste, pantalón celestes, medias celestes.

Hacia los años 1970, el equipo utilizó un uniforme íntegramente granate, con el cual logró el scudetto en el Torneo 1975/76.
En varias ocasiones utilizó como uniforme alternativo una camiseta blanca con una banda en diagonal color granate, en honor a River Plate de Argentina, equipo que jugó un partido amistoso en 1949, para recaudar fondos para los familiares de los fallecidos en Superga.
| 1943-1944 | 1958-1959 | 1990-1993 | 1993-1994 | 1994-1996 |
| 1996-1997 | 1997-1998 | 1998-1999 | 1999-2000 | 2000-2001 |
| 2001-2003 | 2003-2004 | 2004-2005 | 2005-2008 | 2008-2010 |
| 2010-2011 | 2011-2012 | 2012-2013 | 2013-2014 | 2014-2015 |
| 2015-2016 | 2016-2017 | 2017-2018 | 2018-2019 | 2019-2020 |
| 2020-21   | 2021-22   | 2022-23   |           |           |

## Estadio
El primer estadio utilizado por el Torino fue el viejo Stadio Filadelfia, ubicado en la intersección de la vía Filadelfia y el Corso Giordano Bruno, de la ciudad de Turín. El nombre original del recinto era "Campo Torino" y fue inaugurado para el 17 de septiembre de 1926. El estadio era propiedad de la "Sociedad Civil Campo Torino" y fue construido por fondos acercados por el Conde Enrico Marone-Cinzano, presidente del Club Granate, y más tarde esposo de la infanta María Cristina de Borbón y Battenberg. El primer encuentro jugado fue contra el equipo "Fortitudo Roma", al cual el Toro le ganó por 4:0, con goles del argentino Julio Libonatti en tres ocasiones y de Rosetti en la restante.
Torino construyó su mística en ese lugar. Seis de los siete scudetti logrados por el equipo, tuvieron lugar en ese estadio, donde supieron brillar todas las glorias del Toro, incluido el mítico Grande Torino.
El Filadelfia es utilizado por última vez el 19 de mayo de 1963, en ocasión del partido Torino 1 - Napoli 1.
A partir de la temporada 1963/64, el equipo de Turín pasó a jugar en el Stadio Comunale, donde ya había jugado algunos partidos en los cuales la capacidad del Filadelfia podía verse agotada.
En el Stadio Comunale nace la mítica Curva Maratona. Se denomina así, al sector popular norte del estadio y el nombre, viene de la torre de maratón que se encuentra detrás de la tribuna. En la década de los años 1970, Torino supo brillar en ese recinto, llegando a su cenit para la temporada 1975/76, cuando el equipo Granate logró su último scudetto. Sesenta mil hinchas presenciaron el último partido de la temporada ante el Cesena.
Para el año 1990, en ocasión de la Copa Mundial, se construye el Stadio delle Alpi, estadio donde el Toro jugaría hasta mediados del 2006.
Pero el viejo Stadio Comunale fue mejorado para los Juegos Olímpicos de Turín 2006, y para la temporada 2006-2007, el equipo ha vuelto al ahora Estadio Olímpico de Turín, el cual opera para el club bajo el nombre de Stadio Grande Torino.

## El derbi de Turín
Actualizado a 7 de marzo de 2009
Torino y Juventus han disputado un total de 184 encuentros oficiales. El primer encuentro entre ambos clubes se disputó en 1907. Sin embargo, la rivalidad entre las dos escuadras se inició un año antes con la renuncia del presidente juventino, Alfred Dick. Tras diversas discusiones con los socios del club, Dick renunció a la presidencia para fundar el por entonces Foot-Ball Club Torino.
El encuentro entre Torino y Juventus es conocido en Italia como el "Derby della Mole", en alusión a la Mole Antonelliana, símbolo arquitectónico de la ciudad de Turín.
Il Toro posee un número mayor de seguidores que su archirrival en Turín. Pero La Juve tiene hinchas en gran parte del territorio italiano (es el equipo más popular de Italia), además de recibir bastante apoyo en Europa meridional y oriental.
El máximo goleador de la Juventus en el derbi es Giampiero Boniperti con 10 goles, mientras que el goleador del Torino es Paolino Pulici con 8 goles.

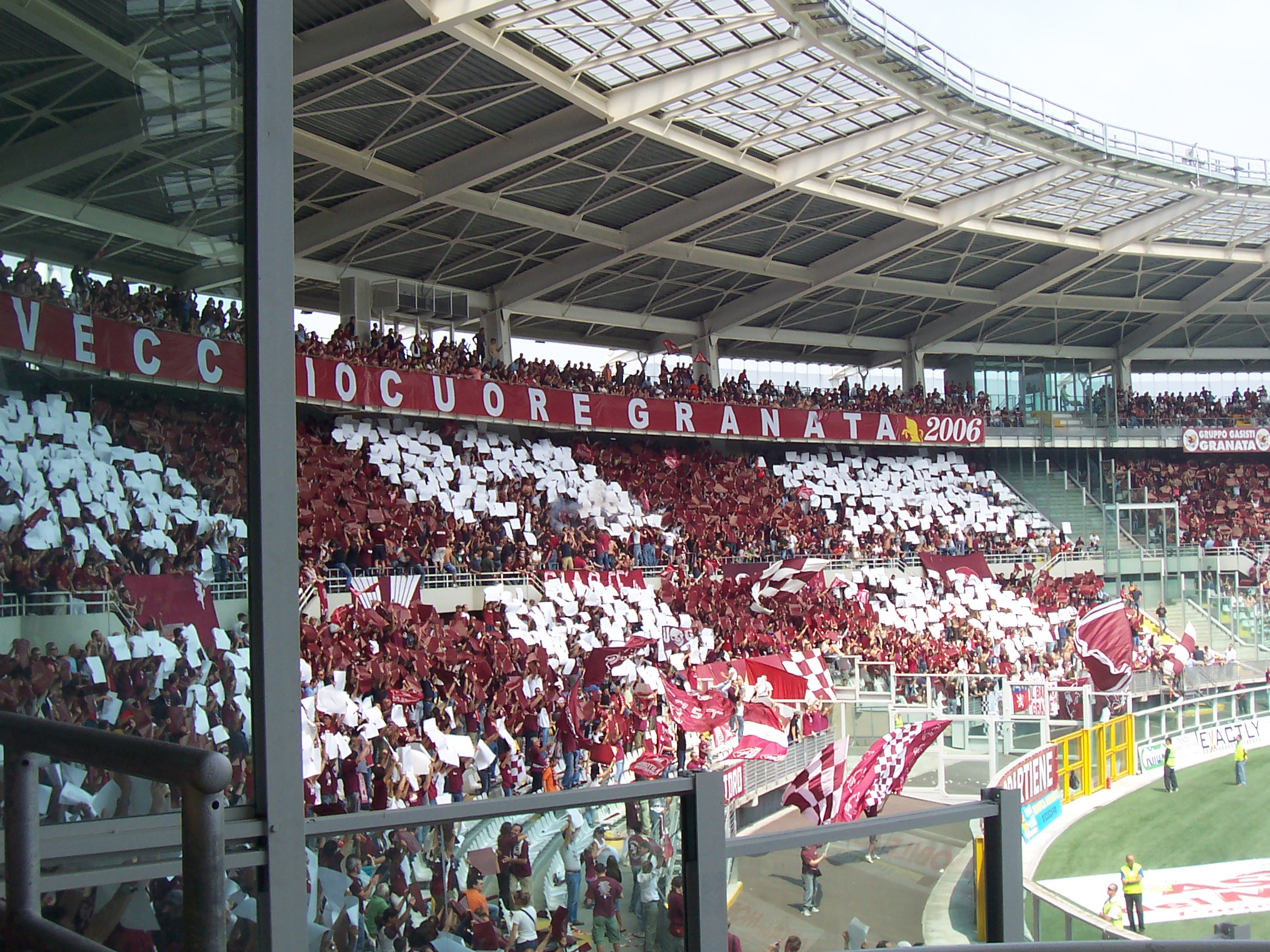
Aficionados del Torino.

### En Serie A
- Torino ganó 51 con 214 goles a favor.
- Juventus ganó 67 con 244 goles a favor.
- 49 partidos empatados, para un total de 167.

Incluye el campeonato por grupos

### En Copa Italia
- Torino ganó 4 con 17 goles a favor.
- Juventus ganó 7 con 20 goles a favor.
- 5 partidos empatados, para un total de 16.

### Playoff Copa UEFA
- Un solo partido disputado, con empate 0-0 (Juventus se impuso en los penales por 4-2).

### Totales
En total se han jugado 184 Clásicos oficiales con un saldo de 55 victorias y 231 goles para el Torino, mientras que la Juventus venció en 74 partidos y marcó 264 tantos y han empatado en 57 ocasiones.

## Datos del club
- Temporadas en Serie A: 82 (Incluye 18 en Divizione Nazionale)
- Temporadas en Serie B: 11
- Mejor puesto en Serie A: 1.º
- Peor puesto en Serie A: 18.º
- Máximo goleador: Paolino Pulici (172 goles).
- Más partidos disputados: Giorgio Ferrini (566 partidos).

#### Competiciones europeas
Nota: En negrita competiciones activas.
| Competición                                   | Temp. | PJ  | PG | PE | PP | GF  | GC  | Dif. | Puntos | Títulos | Subtítulos |
| --------------------------------------------- | ----- | --- | -- | -- | -- | --- | --- | ---- | ------ | ------- | ---------- |
| Copa de Europa / Liga de Campeones de la UEFA | 1     | 4   | 1  | 2  | 1  | 4   | 4   | 0    | 5      | –       | –          |
| Copa de la UEFA / Liga Europea de la UEFA     | 13    | 70  | 32 | 18 | 20 | 112 | 70  | +42  | 114    | –       | 1          |
| Recopa de Europa de la UEFA                   | 4     | 25  | 12 | 5  | 8  | 36  | 23  | +13  | 41     | –       | –          |
| Copa Latina                                   | 1     | 2   | 1  | 0  | 1  | 6   | 6   | 0    | 3      | –       | –          |
| Total                                         | 19    | 101 | 46 | 25 | 30 | 158 | 103 | +55  | 163    | –       | 1          |

#### Participación en competiciones europeas
- Copa Latina de Europa:
  - 1949 eliminado en semifinales.

- Copa de Europa:
  - 1976-77 eliminado en octavos de final.

- Recopa de Europa:
  - 1964-65 eliminado en semifinales.
  - 1968-69 eliminado en cuartos de final.
  - 1971-72 eliminado en cuartos de final.
  - 1993-94 eliminado en cuartos de final.

- Copa de la UEFA / Liga Europa de la UEFA:
  - 1972-73 eliminado en treintaidosavos de final.
  - 1973-74 eliminado en treintaidosavos de final.
  - 1974-75 eliminado en Treintaidosavos de final.
  - 1977-78 eliminado en octavos de final.
  - 1978-79 eliminado en treintaidosavos de final.
  - 1979-80 eliminado en treintaidosavos de final.
  - 1980-81 eliminado en octavos de final.
  - 1985-86 eliminado en dieciseisavos de final.
  - 1986-87 eliminado en cuartos de final.
  - 1991-92 Subcampeón.
  - 1992-93 eliminado en dieciseisavos de final.
  - 2014-15 eliminado en octavos de final.
  - 2019-20 eliminado en ronda de play-off.

## Estadísticas del club

### Más presencias en el club
| #   | Nombre            | Partidos |
| --- | ----------------- | -------- |
| 1°  | Giorgio Ferrini   | 566      |
| 2°  | Paolino Pulici    | 437      |
| 3°  | Renato Zaccarelli | 413      |
| 4°  | Claudio Sala      | 360      |
| 5°  | Lido Vieri        | 357      |
| 6°  | Cesare Martin     | 345      |
| 7°  | Luigi Danova      | 340      |
| 8°  | Natalino Fossati  | 331      |
| 9°  | Antonio Janni     | 330      |
| 10° | Giorgio Puia      | 326      |

### Máximos goleadores
| #   | Nombre             | Goles |
| --- | ------------------ | ----- |
| 1°  | Paolino Pulici     | 172   |
| 2°  | Julio Libonatti    | 157   |
| 3°  | Gino Rossetti      | 144   |
| 4°  | Guglielmo Gabetto  | 127   |
| 5°  | Marco Ferrante     | 125   |
| 6°  | Valentino Mazzola  | 123   |
| 7°  | Francesco Graziani | 122   |
| 8°  | Andrea Belotti     | 113   |
| 9°  | Adolfo Baloncieri  | 100   |
| 10° | Franco Ossola      | 85    |

## Palmarés

### Profesional

#### Torneos nacionales
| Competiciones nacionales         | Títulos                                                        | Subcampeonatos                                                          |
| -------------------------------- | -------------------------------------------------------------- | ----------------------------------------------------------------------- |
| Primera División de Italia (7/7) | 1927-28, 1942-43, 1945-46, 1946-47, 1947-48, 1948-49, 1975-76. | 1907, 1914-15, 1928-29, 1938-39, 1941-42, 1976-77, 1984-85.             |
| Copa de Italia (5/8)             | 1935-36, 1942-43, 1967-68, 1970-71, 1992-93.                   | 1937-38, 1962-63, 1963-64, 1969-70, 1979-80, 1980-81, 1981-82, 1987-88. |
| Supercopa de Italia (0/1)        |                                                                | 1993.                                                                   |
|                                  |                                                                |                                                                         |
| Segunda División de Italia (3/2) | 1959-60, 1989-90, 2000-01.                                     | 2004-05, 2011-12.                                                       |

Nota: en negrita competiciones vigentes en la actualidad.

#### Torneos internacionales
| Competiciones internacionales | Títulos | Subcampeonatos |
| ----------------------------- | ------- | -------------- |
| Liga Europa de la UEFA (0/1)  |         | 1991-92.       |

#### Torneos amistosos
- Copa Ciudad de Torino (2): 1955, 1965
- Copa Bryan Franck: 1909
- Copa Ciudad de Biella: 1910
- Copa Ciudad de Poirino: 1910
- Torneo medalla de oro de Torino: 1910
- Copa Romeo Omarini (Stresa): 1910
- Torneo Palla Moet-Chandon: 1910
- Trofeo US Lanzese: 1916
- Copa Piemonte: 1917
- Copa "Associación Nacional de Mutilados": 1923
- Torneo de Pentecostes (París): 1923
- Torneo del Gentlemens: 1925
- Copa Ferretti: 1931
- Torneo Ciudad de Niza: 1934
- Copa Barattia: 1937
- Trofeo Baravaglio: 1937
- Trofeo Ciudad de Hong Kong: 1974
- Trofeo Cora: 1974
- Torneo Philips (Berna, Suiza): 1988
- Copa del Mediterráneo (Génova): 1990
- Torneo Memorial Pier Cesare Baretti: 1990
- Copa Mitropa: 1991
- Torneo de Alejandría: 1997
- Trofeo "Cámara de Commercio Provincia de Cuneo": 1997
- Triangular de Sommariva Perno: 1998
- Trofeo Memorial Mario Cecchi Gori: 1999
- Trofeo Vincenzo Spagnolo (Génova): 1999
- Torneo Valle de Aosta: 1999
- Trofeo Los Alpes del Mar (Caraglio-Cn): 2000
- Triangular Ciudad de Lecco: 2001
- Triangular Ciudad de Candiolo: 2001
- Torneo Monte Blanco: 2001
- Trofeo Ciudad de Imperia - Memorial "N. Ciccione": 2002
- Trofeo 80° Aniversario BKS Bielsko Biala (Pol): 2002
- Trofeo del Centenario: 2007
- Memorial Alfonso Santagiuliana (Vicenza): 2008
- Trofeo Birra Forst - Ciudad de Merano: 2009